# Parafia św. Michała Archanioła w Cieszynie
Parafia Świętego Michała Archanioła w Cieszynie – parafia rzymskokatolicka, znajdująca się w diecezji kaliskiej, w dekanacie Twardogóra.